# Diplazium
Diplazium is een geslacht van meer dan vierhonderd soorten terrestrische varens uit de wijfjesvarenfamilie (Athyriaceae). Het zijn van oorsprong subtropische en tropische varens uit de Oude Wereld. Eén soort, Diplazium caudatum, komt ook in Europa voor.

## Naamgeving en etymologie
- Synoniemen: Anisogonium Presl (1836), Asplenium grex Triblemma  J.Sm., Brachysorus Presl (1851), Callipteridastrum Fée (1850-52), Callipteris Bory (1804), Didymochlamys Moore (1857), Digrammaria Presl (1836), Homalosorus Small ex Pichi-Serm. (1977), Lotzea Klotzsch & Karsten (1847), Microstegia Presl (1851), Monomelangium Hayata (1928), Ochlogramma Presl (1849-51), Oxygonium Presl (1836), Pteriglyphis Fée (1843), Pteriglyphis Fée (1852) [nom. superfl., Triblemma (J.Sm.) Ching (1978), Dictyodroma Ching (1964), Diplaziopsis C. Chr. (1905), Allantodia Wallich (1830) [non R. Brown (1810), Allantodia R. Brown (1810)
- Engels: Twin-Sorus Fern

De botanische naam Diplazium komt van het Oudgriekse διπλάζειν, diplazein (verdubbelen), naar de gepaarde sporenhoopjes op de onderzijde van de bladen.

## Kenmerken

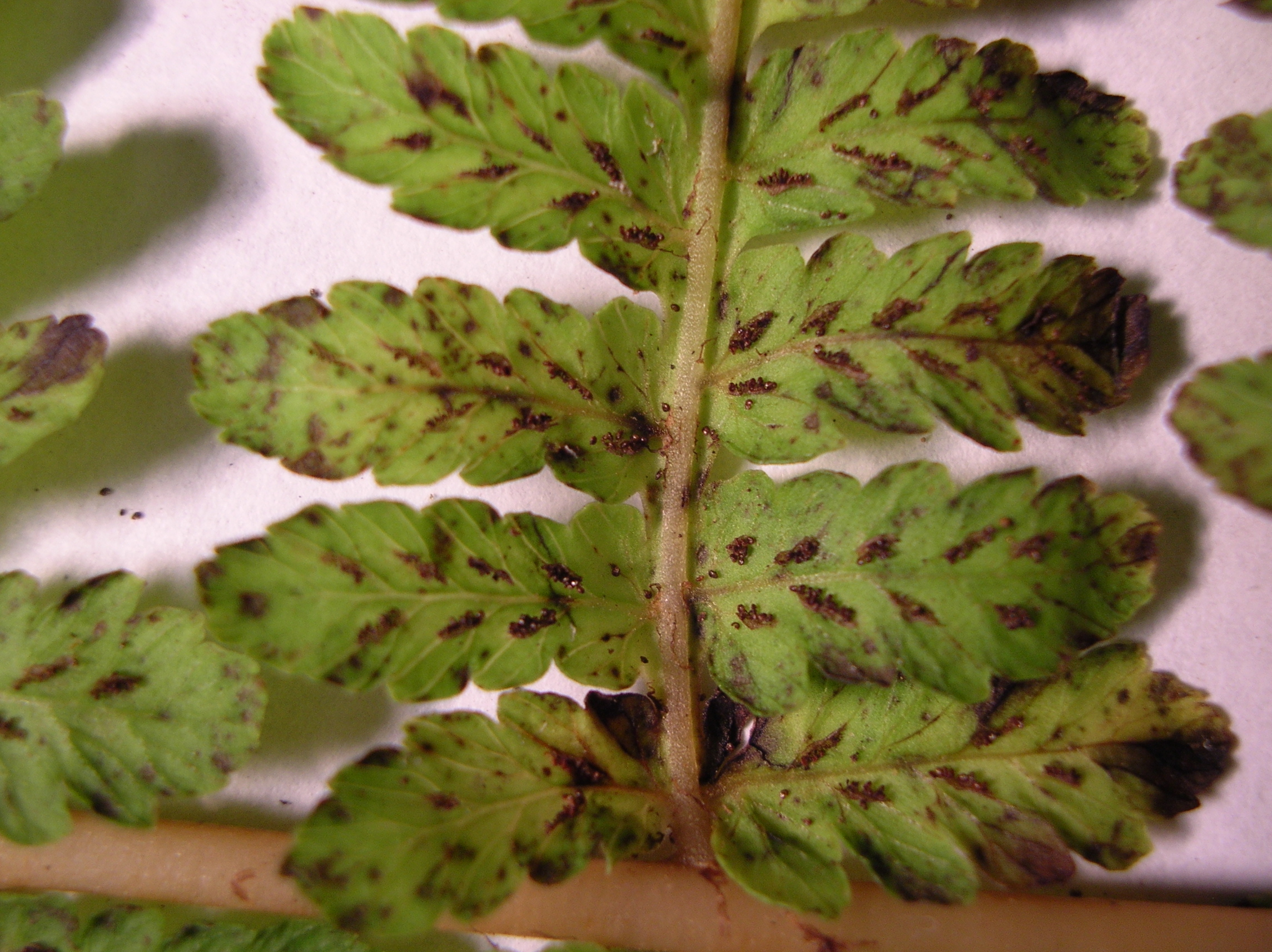
Diplazium sandwichianum, onderzijde van het blad met gepaarde sporenhoopjes

Diplazium-soorten zijn terrestrische varens met een kruipende of rechtstaande, geschubde rizoom. De bladen zijn afvallend of groenblijvend, eenvormig of licht dimorf. De bladsteel is groen, glad of geschubd, aan de bovenzijde diep gegroefd, omvat twee halvemaanvormige vaatbundels, en is onderaan verdikt als opslagplaats voor zetmeel  (trophopode). De bladen staan alleen of met twee en zijn lancetvormig tot driehoekig en steeds geveerd.
De sporenhoopjes zijn lijnvormig en zitten op de onderzijde van de bladen, gepaard aan beide zijde van de nerven, en zijn bruin. Er is een duurzaam, lijnvormig dekvliesje.

## Verspreiding en voorkomen
Diplazium-soorten zijn varens van subtropische en tropische streken in Azië en Afrika. Slechts enkele soorten komen in gematigde streken voor, waarvan drie in Noord-Amerika en één in Europa.

## Taxonomieenfylogenie
Diplazium werd in het verleden al tot de families Dryopteridaceae, Aspleniaceae of Polypodiaceae gerekend. Volgens de classificatie van Smith et al. behoren ze tot de weliswaar onvolledig beschreven familie Woodsiaceae. Andere auteurs gaan daarin verder en plaatsen het geslacht zelfs in een aparte onderfamilie, de Diplazioideae. Recent onderzoek door Schuettpelz & Pryer (2007), Lehtonen et al. (2011) en Christenhusz et al. (2011) leidde er echter toe dat de familie Woodsiaceae zal worden opgesplitst, en onder andere Diplazium in een aparte familie Athyriaceae wordt geplaatst
.
De taxonomie van het geslacht zelf is complex en onduidelijk, en de samenstelling ervan is waarschijnlijk parafyletisch. Zo zijn de grenzen tussen dit geslacht en de geslachten Athyrium en Allantodia vaag en onzeker.

### Beschreven soorten
Het geslacht telt meer dan vierhonderd soorten, de meeste uit de tropen. In Europa komt één soort voor: Diplazium caudatum.
- Geslacht: Diplazium
  - Soorten: 
    - Diplazium caudatum (Cav.) Jermy
    - Diplazium esculentum (Retz.) Sw. (1803)

Anisocampium (incl. Kuniwatsukia) · Athyrium (incl. Pseudocystopteris) · Cornopteris · Deparia · Diplazium